# Ghada Abdel Razek
Ghada Mohammed Abdel Razek (en árabe: غادة محمد عبد الرازق‎; nacida el 6 de julio de 1970) es una actriz egipcia.

## Biografía
Abdel Razek nació en Kafr Saqr, gobernación de Sharqia en 1970. Es la menor de dos hermanos. Vivió durante seis años en Yemen.

## Carrera
Comenzó su carrera como modelo. Debutó como actriz en la serie de televisión The thief I love en 1997. Sus papeles televisivos más famosos fueron en Hajj Metwali's family en 2001, Mahmood Almasri en 2003, Hijos de la noche en 2007, Samara en 2011, The First Lady en 2014, The Nightmare en 2015, Alkhanka en 2016, Land air en 2017 y Against unknown en 2018.
Ganó el premio a la mejor actriz en el Festival Internacional de Cine de Alejandría por su papel en Hena maysara y el premio Murex d'Or como mejor actriz egipcia en 2013. También ganó el premio de la revista Dear Guest como mejor actriz en 2018. También se convirtió en jueza del programa de televisión de competencia Arab Casting con Kosai Khauli y Carmen Lebbos.

## Vida personal
Abdel Razek se casó y divorció en varias ocasiones. Su primer matrimonio con el empresario saudí Adel Gazzaz tuvo lugar con solo diecisiete años; se divorciaron en 1994. Su segundo matrimonio fue con un empresario de Port Said; se divorciaron poco después debido a la diferencia de edad. Su tercer esposo fue Helmy Sarhan en 2001; se divorciaron un año después. Su cuarto matrimonio fue con el productor Walid Al Tabaeyi; se divorciaron en 2009. Su quinto matrimonio fue con el periodista Mohamed Foda en 2011; se divorciaron en 2015. Tiene una hija, Rotana Gazzaz, de su primer matrimonio y dos nietas. Es conocida como una de las celebridades más importantes que apoyan al presidente egipcio Abdel Fattah el-Sisi. El 7 de mayo de 2020, anunció que se casó con el director de fotografía Haitham Zenita.

## Filmografía

### Series de televisión
| Año  | Nombre en inglés               | Nombre en árabe       | Rol                        |
| ---- | ------------------------------ | --------------------- | -------------------------- |
| 1997 | The thief I loved              | اللص الذي أحبه        | Hala                       |
| 1998 | Mice valley                    | وادى فيران            | Hadasa                     |
| 2000 | Women of the world, unite!     | يا نساء العالم إتحدوا | Amal                       |
| 2001 | Hajj Metwaly's family          | عائلة الحاج متولي     | Neemat alah                |
| 2001 | Evening market                 | سوق العصر             | Shawq                      |
| 2001 | Beni Helal biography           | السيرة الهلالية       | Princesa Alyaa bent ghanem |
| 2001 | The women are coming           | النساء قادمون         | Amal                       |
| 2002 | Egyptian papers 2              | أوراق مصرية 2         | Nahed Rashad               |
| 2003 | A matter of principle          | مسألة مبدأ            | Lamis                      |
| 2003 | Tomorrow is another day        | غداً يوم آخر           |                            |
| 2004 | Mahmood Almasry                | محمود المصري          | Cleo                       |
| 2004 | Batta and her sisters          | بطة وأخواتها          | Batta                      |
| 2006 | Those who are ashamed are dead | اللي اختشوا ماتوا     | Hasnat                     |
| 2007 | Sons of the night              | اولاد الليل           |                            |
| 2008 | The road of fear               | طريق الخوف            | Farida                     |
| 2008 | The crocodile bird             | طائر التمساح          | de mayo desara             |
| 2009 | Albateneya                     | الباطنية              | Warda Bashendi             |
| 2009 | Almaraghi law                  | قانون المراغي         | Saffeya                    |
| 2010 | Zahra and her five husbands    | زهرة وأزواجها الخمسة  | Zahra                      |
| 2011 | Samara                         | سمارة                 | Samara                     |
| 2012 | With premeditation             | مع سبق الاصرار        | Farida Tobji               |
| 2013 | Hayat's story                  | حكاية حياة            | Hayat                      |
| 2014 | The First Lady                 | السيدة الأولى         | Maryam                     |
| 2015 | The nightmare                  | الكابوس               | Mushera                    |
| 2016 | Alkhanka                       | الخانكة               | Amira                      |
| 2017 | Land air                       | أرض جو                | Salma                      |
| 2018 | Against unknown                | ضد مجهول              | Nada                       |
| 2019 | Mura story                     | حدوتة مرة             | Mura                       |
| 2020 | Sultana Al Moez                | سلطانة المعز          | Sultana                    |

### Películas
| Año  | Nombre en inglés               | Título             | Rol                  |
| ---- | ------------------------------ | ------------------ | -------------------- |
| 1999 | Gamal Abdel Nasser             | جمال عبد الناصر    | Berlenti Abdul Hamid |
| 2000 | The red agenda                 | الأجندة الحمراء    |                      |
| 2000 | Woman under control            | إمرأة تحت المراقبة |                      |
| 2006 | About love and missing         | عن العشق والهوى    | Fatma\Batta          |
| 2006 | Waiter comeback                | عودة الندلة        | Safy                 |
| 2006 | Zay alhawa                     | زي الهوا           | Engi                 |
| 2006 | 90 minute                      | 90 دقيقة           | Sherine              |
| 2007 | Hen de mayo desara             | حين ميسرة          |                      |
| 2007 | 45 day                         | 45 يوم             | Susie                |
| 2008 | The Baby Doll Night            | ليلة البيبي دول    | Layla                |
| 2008 | Master Omar Harb               | الريس عمر حرب      | Zena                 |
| 2009 | Shehata's Shop                 | دكان شحاتة         | Najah                |
| 2009 | Honor crisis                   | أزمة شرف           | Thuraya              |
| 2009 | Fawzia secret recipe           | خلطة فوزية         | Nosa                 |
| 2009 | Adrenaline                     | أدرينالين          | Dr Manal Abdul Aziz  |
| 2010 | Bon suare                      | بون سواريه         | Huda                 |
| 2010 | Talk with me, Thank you        | كلمني شكرا         | Ashjan               |
| 2011 | The Moon palm                  | كف القمر           | Jamila               |
| 2012 | Reklam                         | ريكلام             | Shadia               |
| 2013 | Garconira                      | جرسونيرة           | Nada                 |
| 2016 | Those who are ashamed are died | اللي اختشوا ماتوا  | Layl                 |
| 2018 | Karmoz war                     | حرب كرموز          | Zuba                 |
| 2018 | Karma                          | كارما              | Nahla                |
| 2019 | Camp 2                         | كامب 2             |                      |

### Programas de televisión
| Año  | Nombre de inglés | Nombre árabe | Rol          |
| ---- | ---------------- | ------------ | ------------ |
| 2003 | Farah Farah      | فرح فرح      | presentadora |
| 2003 | cbm              | سي بي إم     | Actriz       |
| 2004 | Stars dish       | طبق النجوم   | presentadora |
| 2008 | Raya y Sakina    | ريا وسكينة   | presentadora |
| 2015 | Casting árabe    | عرب كاستنغ   | Jueza        |
| 2016 | Casting árabe 2  | عرب كاستنغ 2 | Jueza        |